# 나의 올드 오크
《나의 올드 오크》(영어: The Old Oak)는 2023년 개봉한 드라마 영화로, 켄 로치가 감독을 맡았다. 제76회(2023년) 칸 영화제 황금종려상 경쟁후보작이다.

## 줄거리
과거 탄광 마을이었던 영국 더럼 카운티에서 펍을 운영하는 TJ 발렌타인은 마을의 유일한 공공 장소인 자신의 펍을 지키기 위해 고군분투한다. 마을은 활기를 잃어가고, 설상가상으로 시리아 난민들이 이주해 오면서 긴장감이 감돈다. 이러한 상황 속에서 발렌타인은 시리아 난민 중 한 명인 야라와 관계를 맺게 되면서 이야기가 전개된다. 켄 로치 감독의 은퇴작으로 알려진 이 영화는 황폐해진 지역 사회와 난민 문제를 다루면서 희망과 연대의 메시지를 전달하는 드라마이다. 2023년 칸 영화제 경쟁 부문에 초청되었고, 영국 아카데미 영화상에서는 영국 작품상 후보에 오르기도 했다. 영화는 영국 북동부 지역을 배경으로 촬영되었으며, 폐업한 펍을 개조하여 영화 속 '올드 오크' 펍으로 사용했다. 비평가들로부터 긍정적인 평가를 받았으며, 켄 로치 감독의 영화 인생을 마무리하는 작품으로 의미가 깊다.

## 출연진
- 데이브 터너 - 티제이 밸런타인 역
- 에블라 마리 - 야라 역
- 클레어 로저슨 - 로라 역
- 트레버 폭스 - 찰리 역
- 크리스 맥글레이드 - 빅 역
- 콜 태이트 - 에디 역
- 조던 루이스 - 게리 역
- 로라 - 마라(개) 역
- 데비 허니우드 - 타니아 역
- 루빈 베인브리지
- 롭 커틀리
- 앤디 도슨
- 크리스 고츠
- 로이드 멀링스
- 조 암스트롱